# Record (программа)
Record — цифровая звуковая рабочая станция, разрабатывавшаяся шведской компанией Propellerhead, предназначенная для записи, аранжировки и сведения, графический интерфейс максимально приближен к обычной студии звукозаписи с изображением инструментов, эффект-процессоров, микшеров, стойки для оборудования. Может использоваться самостоятельно как полноценная виртуальная студия или вместе с секвенсором Propellerhead Reason. Впервые выпущена 9 сентября 2009 года, с 2011 года включена в Reason 6 и как самостоятельный продукт не выпускается.

## Пользовательский интерфейс
В программе три основных рабочих области — микшер, секвенсор, стойка с инструментами, для переключения между рабочими областями используются горячие клавиши. Треки сводятся на микшере, на стойке размещаются и коммутируются виртуальные инструменты и эффекты. Подключёнными устройствами можно управлять с помощью встроенного MIDI-секвенсора, а также с помощью внешнего программного секвенсора, подключаемого по протоколу ReWire (разработанному Propellerhead). С помощью встроенного секвенсора можно записывать звук из внешних источников, а также объединять несколько записанных дорожек в одну и автоматически изменять длительность записи при смене темпа проекта, не затрагивая высоту тона.
Как и Propellerhead Reason, Record позволяет поворачивать стойку для оборудования, чтобы видеть изображение обратной стороны установленных в ней устройств, и в этом ракурсе осуществляется коммутация оборудования виртуальными аудиокабелями, таким образом, пользователи могут создают цепочки эффектов таким же образом, как это делали бы в реальной студии средствами физической коммутации.
Особо отмечалась реализация алгоритма растягивания аудиодорожек по времени.

## Инструменты и эффекты
Record содержал ограниченный набор инструментов и эффектов, который можно было расширить, только установив Reason. В состав Record входили следующие виртуальные устройства:
- Combinator: позволяет соединять несколько устройств в одно для создания новых инструментов и цепочек эффектов
- ID-8: устройство для проигрывания семплов с записанными в нём звуками барабанов, пианино, баса, струнных и других инструментов
- MClass Equalizer: четырёхполосный эквалайзер
- MClass Stereo Imager: двухполосный процессор стерео
- MClass Compressor: однополосный компрессор
- MClass Maximizer: лимитер
- Line 6 Guitar Amp: виртуальная версия устройства для записи гитар Line 6 guitar POD, имитирующая работу трех различных гитарных усилителей и кабинетов.
- Line 6 Bass Amp: виртуальная версия устройства для записи бас-гитар Line 6 bass POD, имитирующая работу двух различных басовых усилителей и кабинетов.
- Neptune: устройство, позволяющее корректировать высоту тона и добавлять к звуку синтезированные гармоники.
- RV7000: ревербератор с девятью различными алгоритмами — «Малое пространство», «Комната», «Зал», «Арена», «Листовой ревербератор», «Пружинный ревербератор», «Многоотводная задержка», «Обратная реверберация».
- Scream 4: эффект искажения с десятью различными алгоритмами: «Перегруз», «Искажение», «Ламповый усилитель», «Магнитная лента», «Обратная связь», «Модуляция», «Деформация», «Цифровое искажение» и «Визг».
- DDL-1: простой эффект задержки
- CF-101: эффект хоруса и флэнжера.